# 1967年莫斯科红场事件

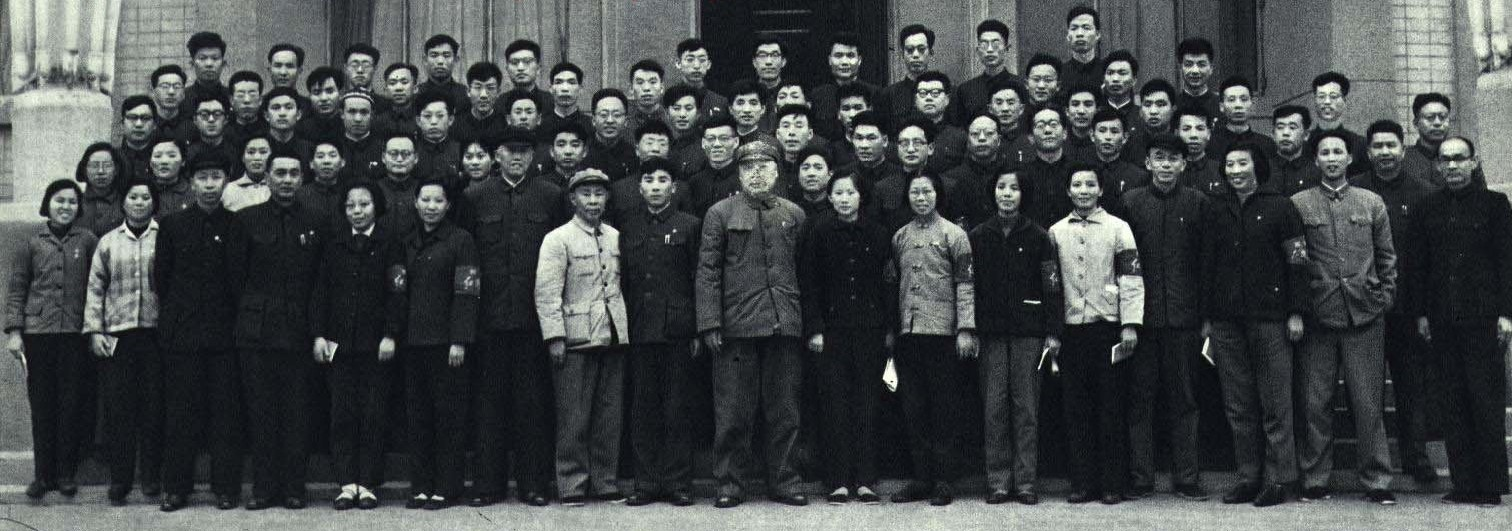
被苏联遣送回国的中国留学生

莫斯科红场事件，指的是1967年1月25日，中国留欧学生在苏联莫斯科红场拜谒列宁墓时，被苏联警察打伤的事件，此事是发生在中苏交恶的大背景下的一场政治事件，也导致中苏关系进一步的恶化。

## 历史

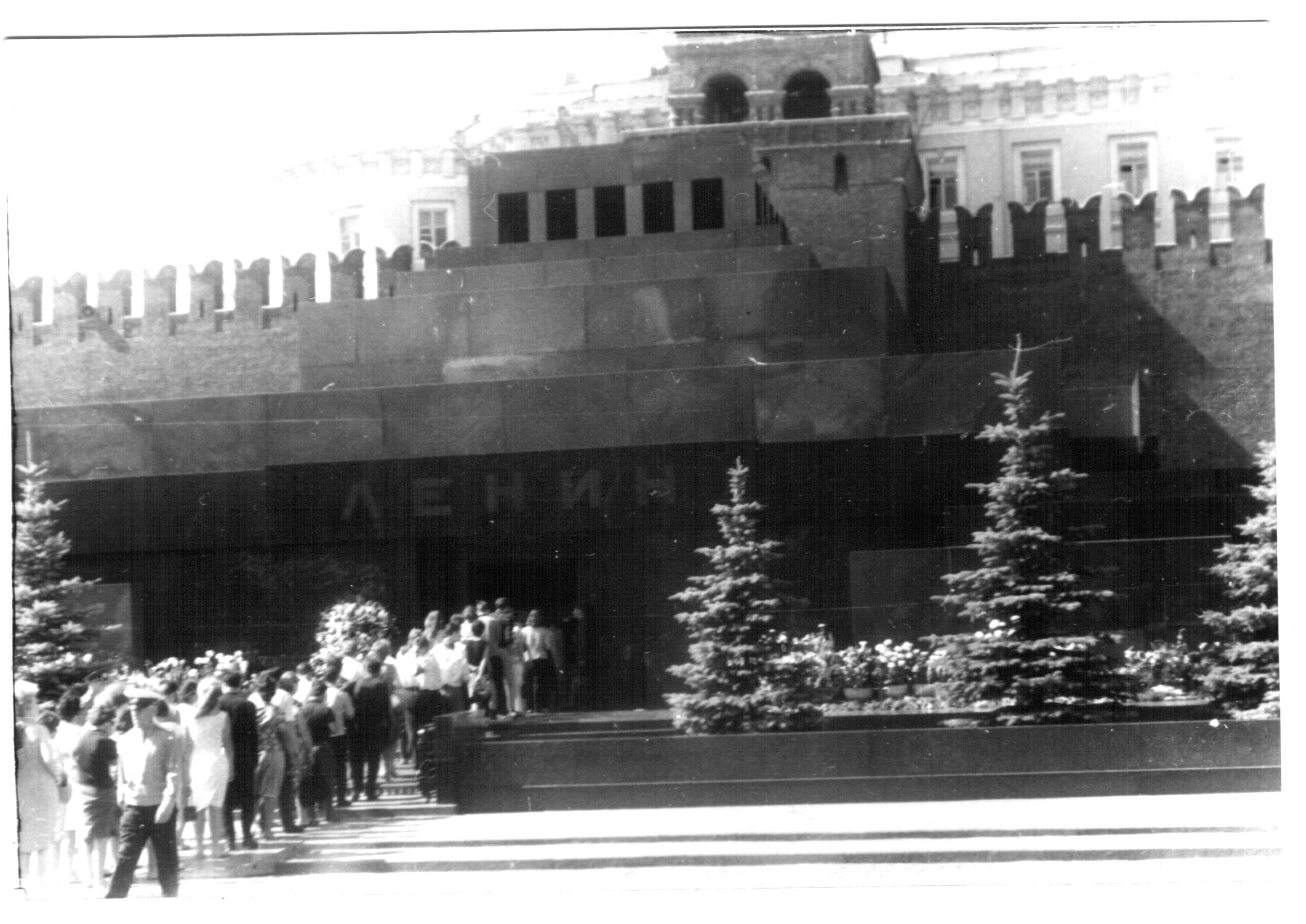
莫斯科红场和列宁墓（1966年）

1967年1月24日，60名中国留法学生和5名政治辅导员取道苏联回国，在莫斯科遇到了先期抵达的4名芬兰的中国留学生，69名师生准备一同乘坐26日的国际列车，从莫斯科回国参加“文化大革命”。在莫斯科停留期间，这些学生打算顺道去红场瞻仰列宁的遗容。经苏联方面同意，1月25日，69名中国留欧师生到达莫斯科红场，由苏联军官引导他们抬着花圈进入红场，并秘密安排便衣警察和特工随从以防意外。中国学生首先走到列宁墓前，把列宁的花圈放在墓的入口处，接着中国学生准备将斯大林的花圈抬上列宁墓时，遭到了苏联军官的制止，学生只好将其在陵墓一侧的小道上，全体脱帽默哀一分钟。默哀结束后，学生们大家开始大声朗读毛主席语录，其中包含反对“苏修主义”的口号。这时苏联军警对学生的行为进行制止，并表示红场是严肃的地方，不许大声喧哗。而师生进而手挽着手，放开喉咙高唱《国际歌》，现场情况失控，事先随从的军警和特工从列宁墓周围蜂拥而至，以武力制止现场师生的行为，一些师生以及使馆人员和新闻记者遭到殴打，有30多名学生受伤，9人受重伤，其中4人伤势严重。大约半个小时后，中方人员才得以从红场撤出，乘车返回使馆，在汽车行经闹市时，中国学生打开车窗，高呼“打倒苏修”、“打倒勃列日涅夫！打倒米高扬！打倒柯西金！”等口号并高唱《国际歌》。晚上，中方在使馆电影厅召开了“控诉苏修血腥镇压我留欧学生罪行大会”。

## 后续发展
中国留苏学生在红场被打的消息传到中国后，周恩来总理和陈毅副总理代表“伟大领袖毛主席和他的亲密战友林彪同志、党中央、国务院”向涉事学生發去了慰问电。收到慰问电后，学生们又发出了给毛澤東的致敬电，该致敬电后被全文刊登在1967年1月29日的《人民日报》头版。
为了抢救伤员，北京协和医院神经外科主治医生王维钧等被紧急派往莫斯科。2月1日，60名受轻伤的中国留欧学生乘坐列车回到北京。陈毅亲自到北京站迎接归国学生，北京各界群众10万人也涌入北京站广场欢迎学生，并将其称为“反修红卫兵”和“反修战士”。2月2日，剩余的9名涉事学生乘坐中国民航专机离开莫斯科回国。陈毅前往机场迎接回国的学生，并“代表毛主席、林副主席和周总理”向受伤的同学表示亲切的慰问。
事件发生后，中国发生了多起反苏游行。2月11日，周恩来在北京工人体育场主持召开了“首都革命造反者欢迎我国留学生声讨苏修法西斯罪行大会”。会后，北京十多万群众举行了声势浩大的集会和示威游行，包围了苏联大使馆，抗议苏联的反华暴行。当天，《人民日报》还发表了题为《热烈欢迎光荣的反修战士们胜利归来!》的社论。